# Chaskiel Gopnik
Chaskiel (Władimir) Moisiejewicz Gopnik (ros. Хаскель (Владимир) Моисеевич Гопник, ur. 22 kwietnia?/5 maja 1917 w Żytomierzu, zm. 26 listopada 1989 we Lwowie) – radziecki lotnik wojskowy, pułkownik, Bohater Związku Radzieckiego (1945).

## Życiorys
Był narodowości żydowskiej. W 1937 skończył szkołę średnią, w sierpniu 1937 został powołany do Armii Czerwonej, w 1940 ukończył szkołę lotniczą w Czuhujiwie. Od marca 1943 uczestniczył w wojnie z Niemcami, walczył na Froncie Briańskim, 1 i 2 Froncie Nadbałtyckim, 3 Białoruskim i 1 Ukraińskim, brał udział m.in. w walkach w rejonie Briańska, Gorodka, Newla, Orszy, Witebska, Wilna, Kowna, Rygi i Krakowa. Był nawigatorem (szturmanem) 948 pułku lotnictwa szturmowego 308 Dywizji Lotnictwa Szturmowego 3 Korpusu Lotnictwa Szturmowego 2 Armii Powietrznej 1 Frontu Ukraińskiego w stopniu majora, samolotem Ił-2 wykonał 122 loty bojowe, niszcząc 12 czołgów, 26 samochodów, 26 stanowisk artylerii zenitowej, 26 wagonów kolejowych, 2 parowozy i wiele innego sprzętu oraz zaopatrzenia. W toczonych w grupie walkach powietrznych strącił 5 samolotów wroga. Wykonywał zadania bojowe m.in. w rejonie Bielska-Białej. W 1947 ukończył wyższą oficerską szkołę lotniczą nawigatorów w Krasnodarze, w 1960 został zwolniony do rezerwy w stopniu pułkownika, w tym samym roku zmienił imię na Władimir. Pracował jako dyrektor kinoteatru. Mieszkał we Lwowie, gdzie zmarł. Został pochowany na Cmentarzu Łyczakowskim.

## Odznaczenia
- Złota Gwiazda Bohatera Związku Radzieckiego (27 czerwca 1945)
- Order Lenina
- Order Czerwonego Sztandaru (dwukrotnie)
- Order Aleksandra Newskiego
- Order Wojny Ojczyźnianej I klasy
- Order Czerwonej Gwiazdy (dwukrotnie)

I medale.